# 羅漢拳
羅漢拳，又稱佛家拳，為少林拳之一，在中國各地流行，有不同門派。

## 北方
包括河北、山東、河南等地，皆有不同門派的羅漢拳。
河北鷹爪功、通背拳、螳螂拳、迷蹤拳與八卦掌等皆有羅漢拳套路。

## 南方
南方的羅漢拳，源自南少林拳，發展自紅拳、長拳及短打。相信出自清初福建之洪門。因為清初禁止漢民聚眾學習拳術，只有私下傳習。其羅漢散手，最初只有八勢，分左右兩路，到了廣東佛山，當地洪門人士演變成十八羅漢手，融會其他地方拳術，串通成套路，有三十六手、七十二手等合共一百零八手，源於佛家，故稱佛拳。另說則是當地認為是「佛山的拳術」，故稱佛拳。
羅漢拳，一如洪拳，先是練習坐馬樁架、運氣發勁等基本功夫，然後單勢練習，再而雙人練習短打。 
據傳羅漢功夫，有“十八金剛捶”、“金剛掌”、“點穴術”、“大小紅拳”、“六路短打”等。

## 羅漢拳與洪拳
十八羅漢手，屬操練身手肌肉養氣站樁之十八種「勢」，亦稱「易筋」。
清時由福建傳入廣東，或稱神打、佛家掌。創五形拳；即龍、蛇、虎、犳、鶴拳和以套路方式傳習，因而廣泛流傳。在廣東演衍出洪、劉、蔡、李、莫五家。在佛山又生出詠春拳的黐（盤）手，蔡李佛和洪家之盤橋。
洪門中人練拳先請手行左掌右拳（對看為明字）之禮，後知有危險，故改行僧人合什之手，稱為「羅漢合掌」，故福建稱羅漢拳，在廣東喚作佛家拳或佛家掌。實為雙人對陣之手法，故多用掌。又有擒拿及跌法。
另一支發展成華北的拳術，在清初期間由安溪李氏（清朝兵部侍郎李贊元的先人）家族由福建傳入山東，稱「羅漢神打」。李贊元後人李秉霄發展成羅漢螳螂拳，又傳入滄州。

## 類洪拳之著名套路
- 大，小洪拳。

- 羅漢拳，子母拳，母子拳，連拳，四平拳。民國二戰前、又編成岳飛拳，岳飛連拳。實為新編花拳。

- 連環拳，串通拳。

- 梅花路（拳），花拳。

- 七星拳

## 羅漢門
現在的「羅漢門」發展自孫玉峰，河北景縣人。十多歲時到北京「威鎮鏢局」追隨的張占魁（渾號大刀張）。後因鏢局被淘汰及政局混亂，孫玉峰南下到廣州「精武體育會」任敎。中央國術館編列此「拳」為北少林（派）羅漢門。

### 孫玉峰
孫玉峰“羅漢門”，著名槍有翼德槍、五虎槍、梅花槍、提靈槍、斷門槍，著名刀有梅花刀、步戰刀、斷門刀、解腕刀、八卦刀，其中“八卦刀”被編入精武會必修課程內。孫玉峰師承少林寺元通禪師，孫的桃李滿天下，其弟子有黃嘯俠、陳德健、邵漢生（李小龍在比武之後跟邵學了兩套）、唐玉傑、王金良、李汛萍、馬劍風、林少立（女徒）、石堅（影星）、孫文勇（其子）、劉清桂、易卓然、容焯生、崔佐時、黎漢駒（早年遷居美國）、黎仲駒、孫文容、孫少居、林錫堃、林少堃……等。

## 迷踪羅漢拳
迷踪羅漢拳乃北少林迷踪派支流，其身型步法，玄妙莫測。南傳自滄州「飛將軍」葉雨亭，曾任關東長勝鏢局鏢師。先後受聘於北平九門提督王淮慶、奉天元帥張學良、山東督軍張宗昌等，為軍隊總教練。1930年代，南下上海精武門，數年後轉聘為香港南華體育會少林拳班教師。拳術包括：鐵腳羅漢拳、六合羅漢拳、韋陀羅漢拳、長拳、唐拳、蕭和緣、抹面拳、同背拳、袍拳等。兵器包括：虎頭雙鉤、緹袍劍、斬馬刀、梅花槍、綑羊棍及雪花刀等。對拆包括：四攻四守、雙鉤進槍及單刀枴子進槍等。

## 羅漢短打
1940年後出現了所謂《羅漢短打拳譜》之手抄本。說是山東升霄道人，清乾隆年間著。
跟著又有手抄本《少林衣缽真傳》出現，書中指升宵道人初學於少林寺福居禪師、後又學於峻山某少林高僧。（書中所言，未有佐證）相信是螳螂拳後學所編。《少林衣缽真傳》說是咸豐時之弗遑道人所著。 

## 羅漢螳螂拳
當羅漢拳傳至山東後，其短打手拳法（五花手／梅花拳）演生出更加實戰之拳術，羅漢螳螂拳出現了。十八掌配合十八種步法，手法七長八短，一手化五手，也被稱為梅花手（拳）。
“羅漢螳螂拳”又稱“七星螳螂拳”。現在之七星螳螂拳內容包括；十八羅漢氣功、十八（手）叟拳（十八羅漢手）、五花手（梅花手）、崩步拳、插捶等。七星螳螂拳傳人尊升霄道人為其先祖。

## 羅漢神打
由楊澄雲傳劉百川（1870-1964），劉於1930年代廣傳山東。必須久練自化，熟極自神，故曰神打。有八母手，每手八勢。分左右邊合共十六手。廣東洪拳加上請手羅漢合什，共十八手。

## 祁家通背拳
祁家通背拳內容亦有大量羅漢拳因素。其《明堂膀切手》法，包括四妙之短打手法。八打八不打。八剛十二柔。十八串通（手、掌）法。
通背拳保留了原始之練習方法，以單操散手為主。基礎有三十六手。